# 萊特納
萊特納（德語：Leitner，Laettner）可以指：
- 瑟巴斯坦·萊特納（德語：Sebastian Leitner,1919年－1989年）, 是德國的評論家和科學的普及者。
- 莫里茨·萊特納（德語：Moritz Leitner，1992年12月8日－）, 德國足球運動員。
- 戈特利布·威爾海姆·萊特納（Gottlieb Wilhelm Leitner﹔1840 年 10 月 14 日－1899 年 3 月 22 日）, 英國東方學家。
- 瓦爾特·萊特納 (化學家)（Walter Leitner，1963年2月1日－）, 德國化學家。
- 克里斯蒂安·莱特纳（英語：Christian Donald Laettner，1969年8月17日－）, 美國NBA聯盟職業籃球運動員，場上主要位置為大前鋒或中鋒。

## 也可以看看
- 立顿

|  | 本页或本分段罗列了姓氏为「萊特納」的人物。 如果是一个指代特定个人的内链将您引导到本页，請考慮修正該人物的名字以將链接指向正確的條目。 |